# Stylocoeniella armata
Stylocoeniella armata là một loài san hô trong họ Astrocoeniidae. Loài này được Ehrenberg mô tả khoa học năm 1834.